# The Off-Shore Pirate
The Off-Shore Pirate er en amerikansk stumfilm fra 1921 af Dallas Fitzgerald.

## Medvirkende
- Viola Dana som Ardita Farnam
- Jack Mulhall som Toby Moreland
- Edward Jobson som John Farnam
- Edward Cecil som Ivan Nevkova